# Racionalismo madrileño
El racionalismo madrileño se refiere a la corriente arquitectónica desarrollada en la ciudad de Madrid en un periodo del siglo XX que se ha venido a fijar entre 1925 y 1936, a menudo mezclado con el expresionismo arquitectónico, además de con otros estilos como el art déco previo o el academicismo. El racionalismo continuó presente tras la  guerra civil española en algunos ejemplos como el complejo de Nuevos Ministerios o el Viaducto de Segovia.

## Características
Esta nueva arquitectura destacaría tanto en sus formas y elementos como en los materiales usados. Serán comunes el uso del hormigón armado, el ladrillo visto, la presencia de amplios ventanales horizontales o las fachadas lisas sin ornamento de ningún tipo.
Así mismo, a partir de la promulgación de la Ley Salmón en 1935, que favorecía las obras públicas a través de la construcción de viviendas de alquiler, se inició la la difusión de una tipología de edificios de viviendas, al menos formalmente, que aplicaba criterios funcionalistas y racionalistas, que llegó a cambiar la fisonomía arquitectónica de muchas ciudades como Madrid y que se llamó popularmente estilo Salmón. Los edificios de la Ley Salmón constituyen conjuntos reconocibles en los barrios de ensanche de Ibiza, O'Donnell o Argüelles, etcétera, con proyectos de arquitectos como Fernández Shaw, Luis Gutiérrez Soto, Arrillaga de la Vega o Ángel Laciana García.

## Edificios
Son representantes del racionalismo madrileño edificios como los de varias facultades de la Ciudad Universitaria, la Colonia de El Viso, la Casa del Barco, la Casa de las Flores, la gasolinera Porto Pi, el hipódromo de la Zarzuela, el ya desaparecido Frontón Recoletos, el cine Barceló (con influencias expresionistas de Mendelsohn), o el Edificio Capitol (a medio camino entre el expresionismo, el art deco y el racionalismo).
| - Casa del Marqués de Villora - Gasolinera Gesa, 1927 - Cine Barceló, 1930 | - Hipódromo de la Zarzuela, 1931 - Casa de las Flores, 1931 - Edificio Parque Sur, 1935 | - Colonia El Viso, 1936 - Nuevos Ministerios, 1942 - Viaducto de Segovia, 1942 |

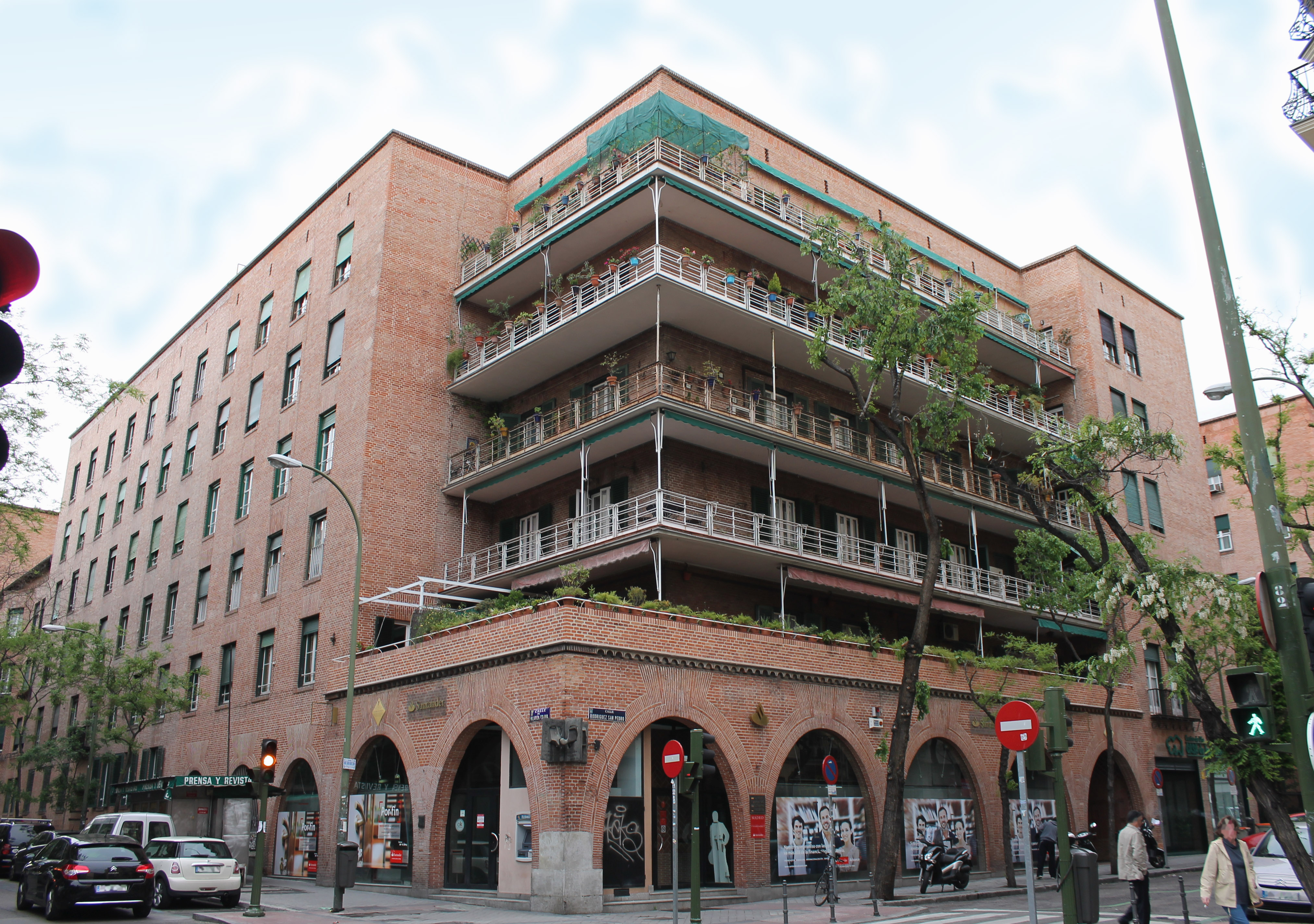
Casa de las Flores, en el barrio de Gaztambide
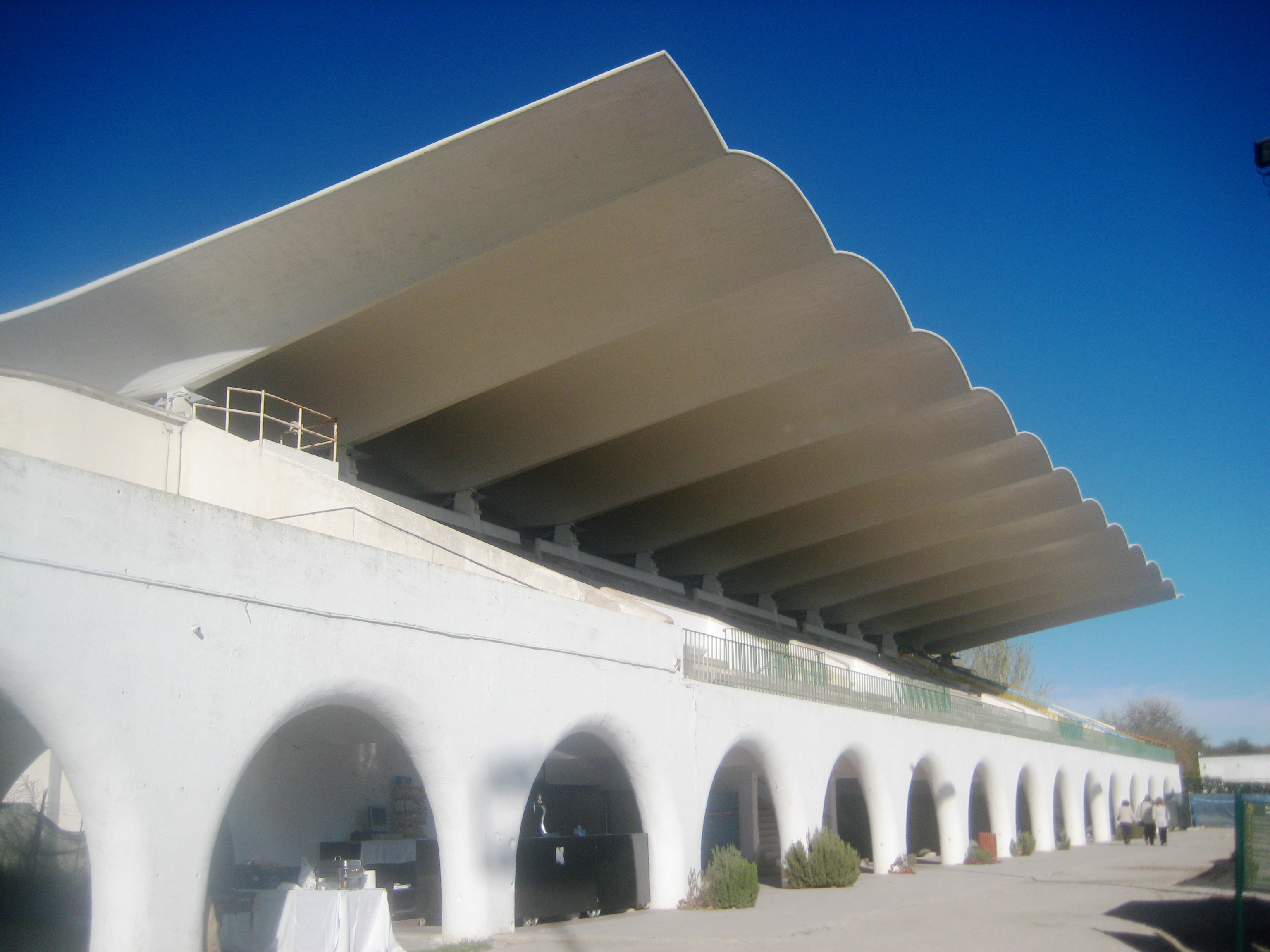
Gradas del hipódromo de la Zarzuela
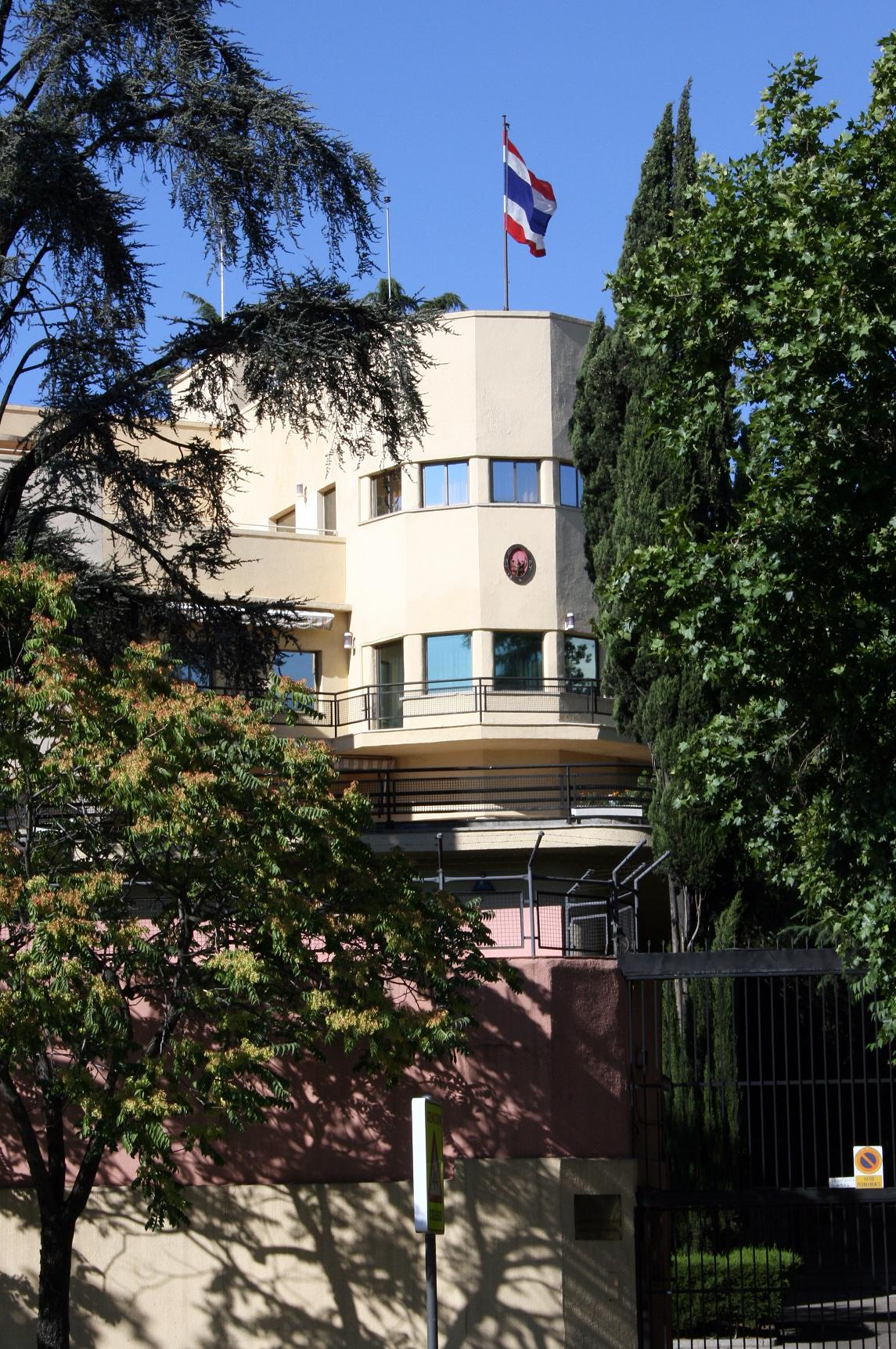
Casa del Barco, actual embajada de Tailandia
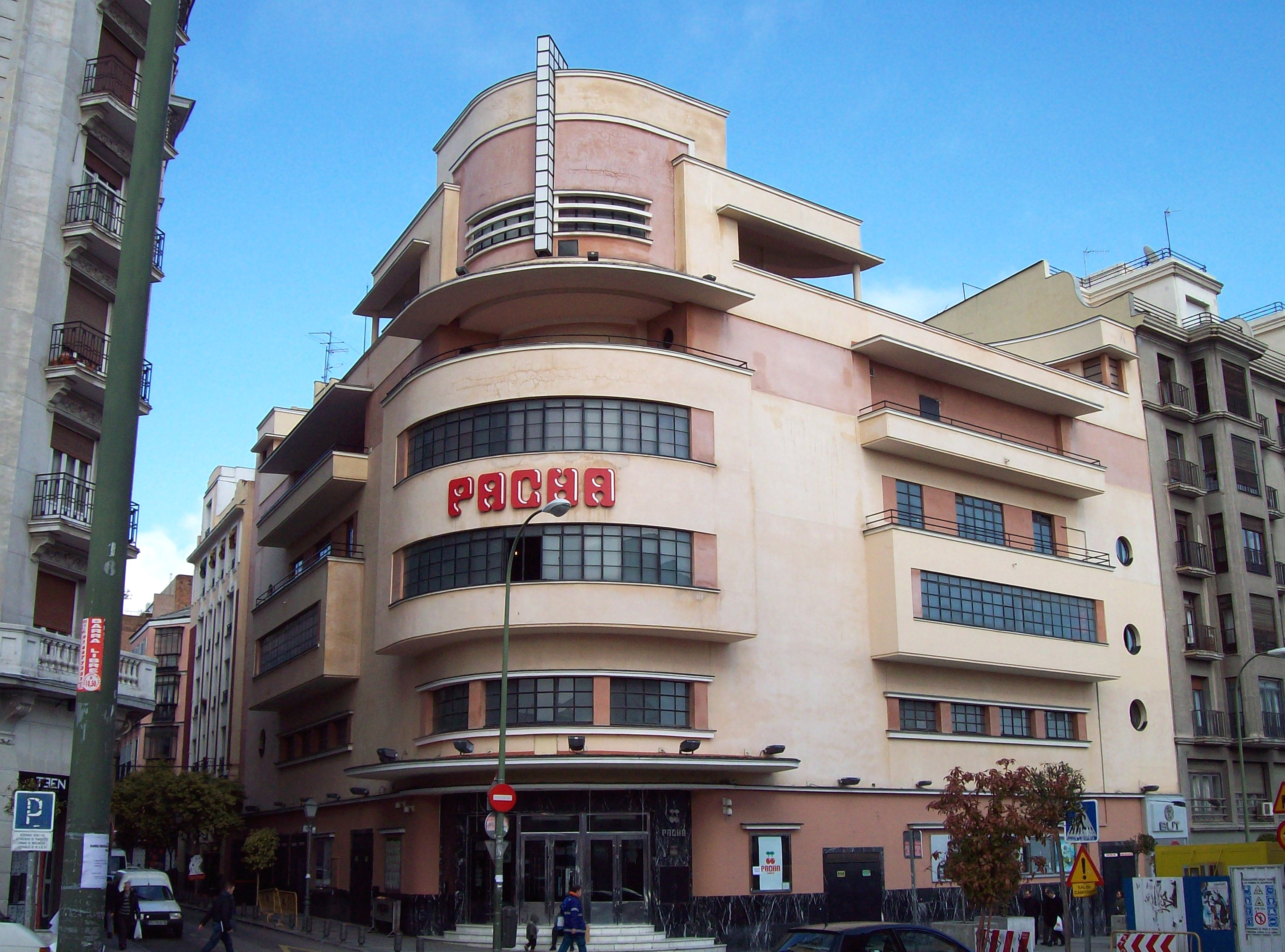
Fachada del Cine Barceló
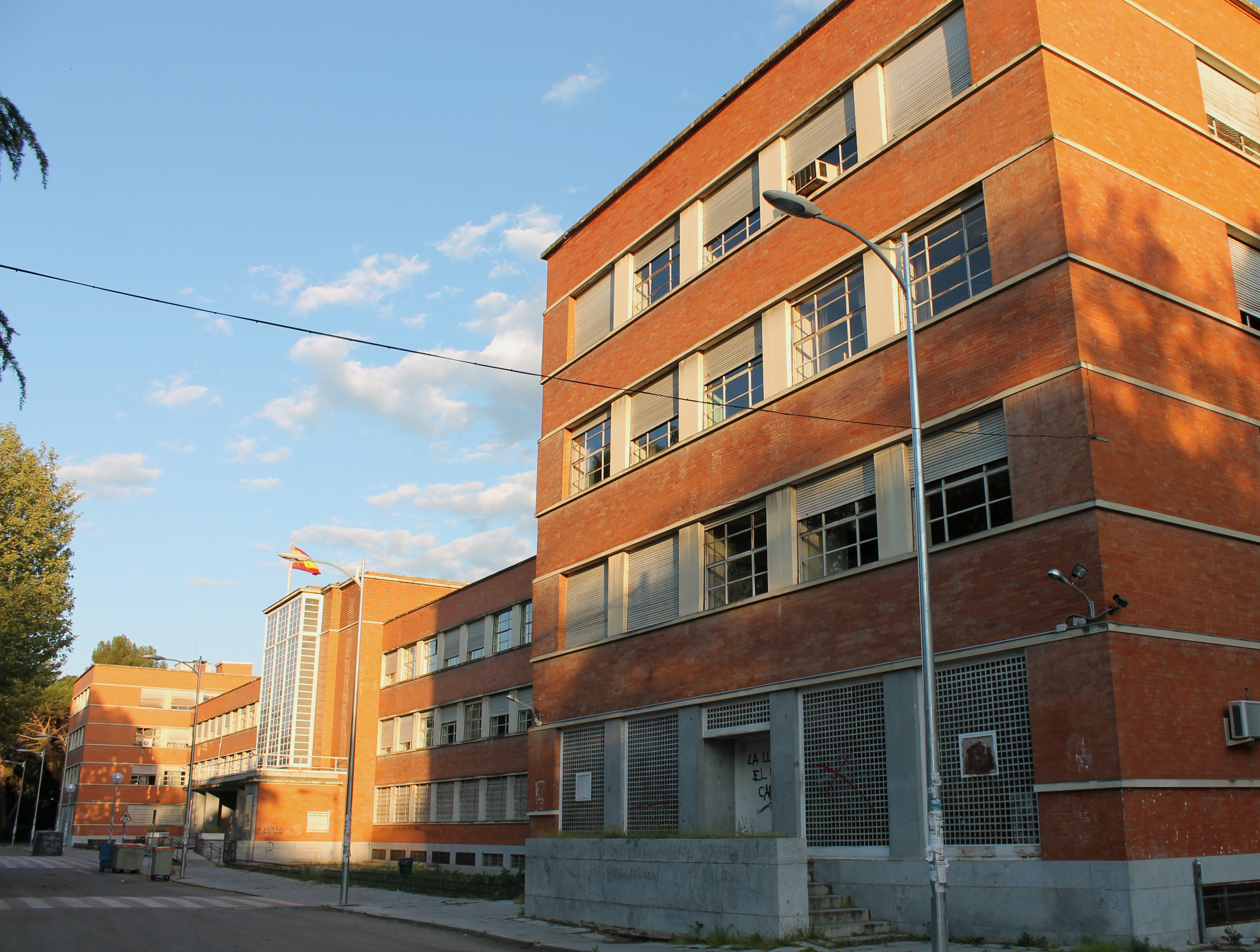
Facultad de Filosofía y Letras de la Complutense (actuales Facultades de Filología y Filosofía)
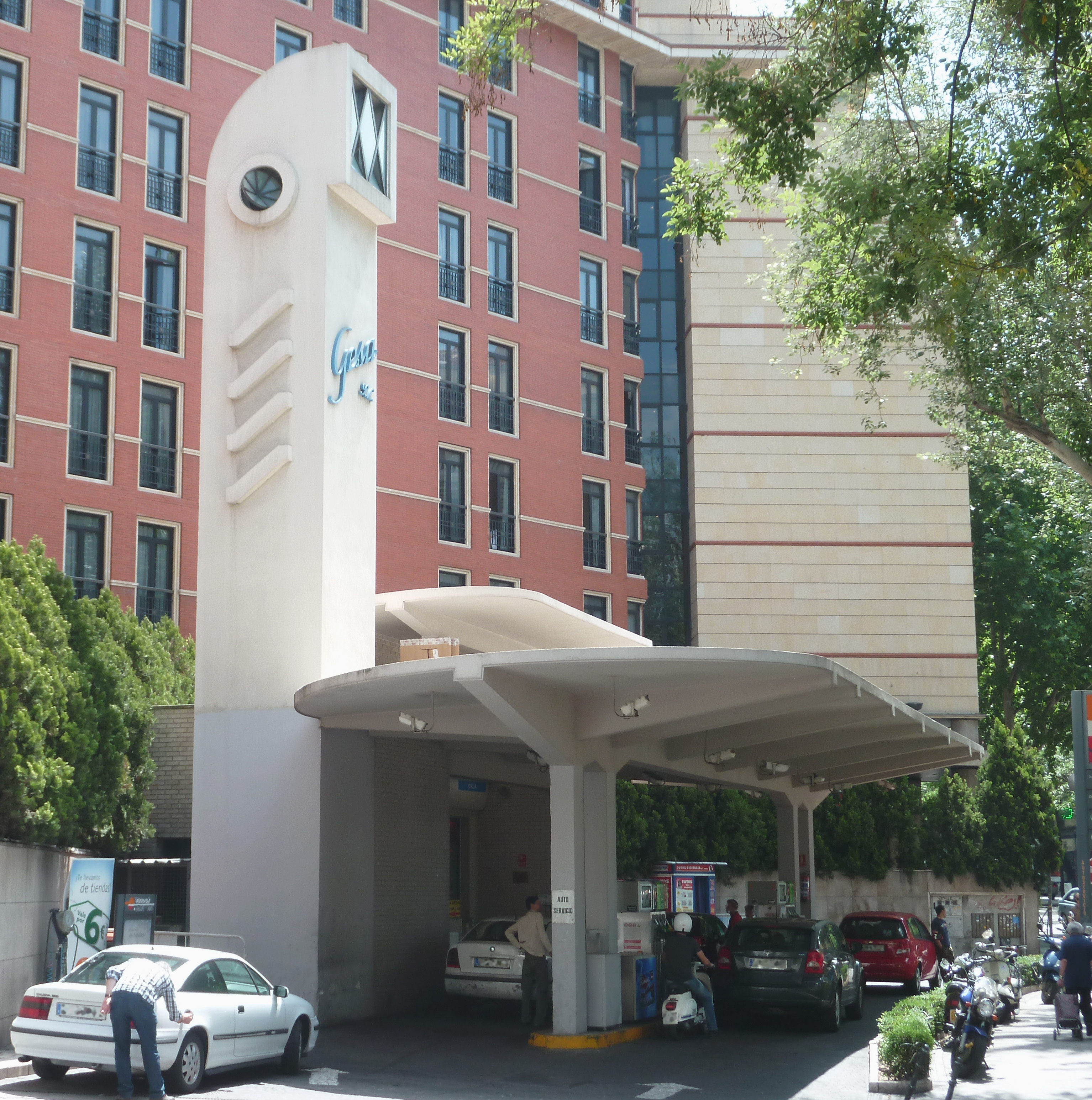
Gasolinera Porto Pi

## Arquitectos
Arquitectos como Rafael Bergamín, Luis Gutiérrez Soto o Secundino Zuazo e ingenieros como Eduardo Torroja desarrollaron proyectos que fueron adscritos a este movimiento.